# Osterpeitschen
Das Osterpeitschen war noch ein um 1800 auch im oberen sächsischen Erzgebirge verbreiteter Osterbrauch, der heute nur noch in einigen ländlichen Gegenden in der Tschechischen Republik und anderen osteuropäischen Ländern zur Anwendung kommt und auch Schmackostern genannt wird. Dort gibt es traditionell neben den Ostereiern auch die meist geflochtene Osterpeitsche, genannt Pomlazka.

## Geschichte
Der Begründer der erzgebirgischen Mundartdichtung Christian Gottlob Wild schreibt dazu um das Jahr 1800 über Jugendliche aus Johanngeorgenstadt u. a. Folgendes: „Am 1. Osterfeiertage früh, an einigen Orten am dritten Feiertage nachmittags, ist es bräuchlich, daß sich Bekannte aufsuchen und mit Gerten von Birkenreisern und Wachholder einander peitschen, was man ‚ficken‘ nennt. Oft im Bette wird man von solchem Zuspruche überrascht und an den Händen und Füßen ausgepeitscht. So sieht man die fröhlichen Leute im größten Negligee oft einander auf den Gassen verfolgen. Das weibliche Geschlecht fällt in starker Anzahl über eine einzige Mannsperson her, und dann wehe dieser; ungeachtet seiner natürlichen Sanftheit verfährt es, hier dennoch ohne Schonung. Es ist ein sehr lustiger Krieg, den man führt. Dieser Brauch ist sehr alt und war sonst allgemeiner.“ Schon lange ist dieser Brauch in Sachsen verschwunden und wird heute nur noch in einigen Gegenden Osteuropas gepflegt. Nach Johanngeorgenstadt war der Brauch des Osterpeitschens 1654 mit den aus Böhmen kommenden Exulanten gekommen und verlor sich etwa zweihundert Jahre später.
Dieser Brauch soll das Wiedererwachen der Natur nach dem Winter feiern und die Lebenskraft der Pflanzentriebe auf Männer und Frauen übertragen, um bei diesen so für Jugend, Fruchtbarkeit, Kraft und Tüchtigkeit zu sorgen.